# Boyacá
Pour les articles homonymes, voir Boyacá (homonymie).
Ne pas confondre avec Département de Boyacá, une subdivision administrative de la Grande Colombie.
Boyacá est un des 32 départements de la Colombie situé dans la région des Andes au centre-est du pays. Sa création remonte à la réforme constitutionnelle de la Confédération grenadine le 22 mai 1858 sous le nom d'État souverain de Boyacá. La superficie actuelle est similaire à celle de l'île de Sardaigne en Italie.

## Toponymie
Le nom « Boyacá » provient de Bojaca qui signifie en langue chibcha "Région de la cape royale" ou "Près du Cacique", qui dérive des mots boy (manteau, couverture) et ca (proche).
Le nom populaire est « la terre qui étend ses bras » en raison de la forme particulière du territoire.

## Géographie

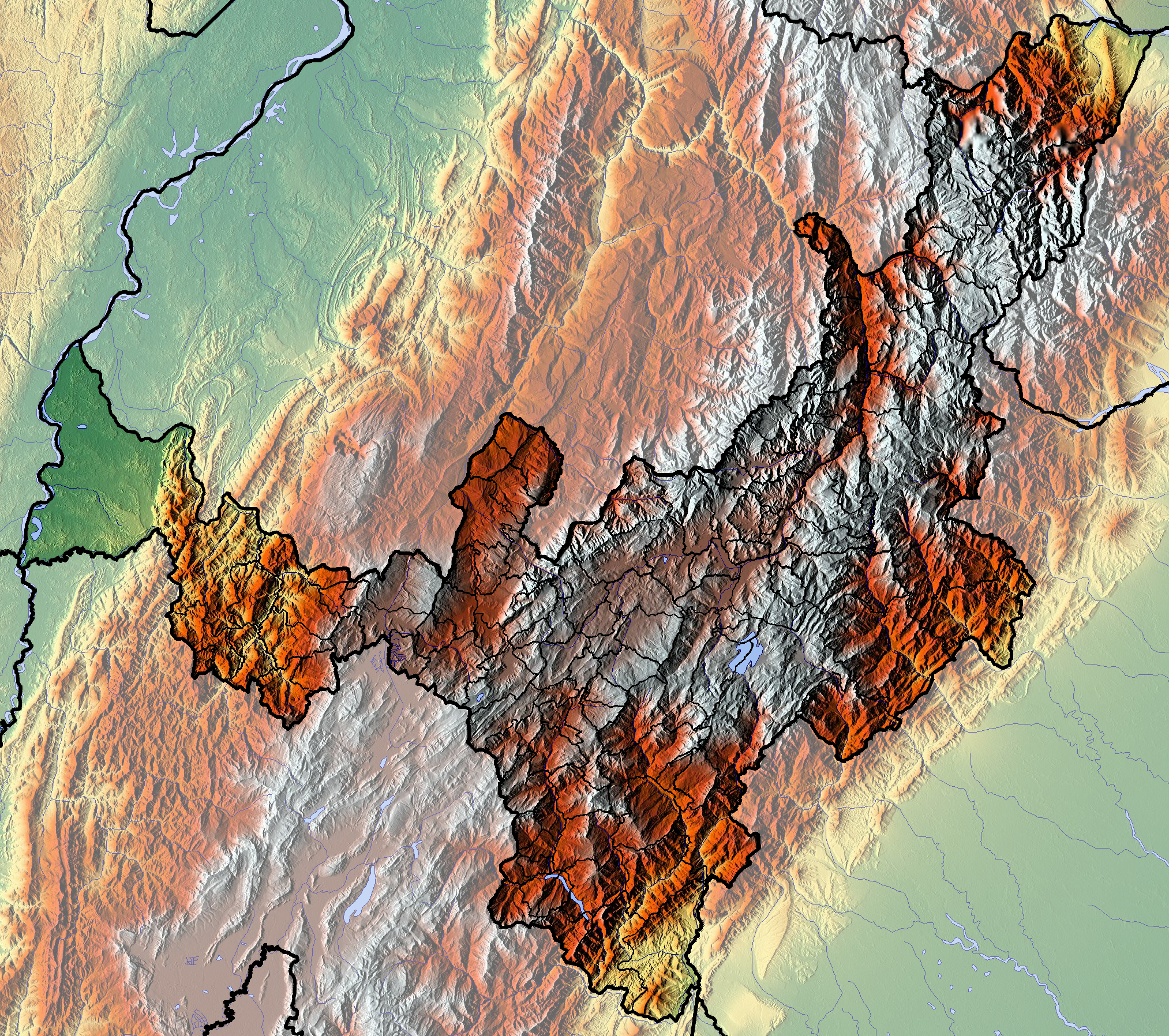
Carte topographique de Boyacá.

Le département de Boyacá est situé au centre du pays. Il est bordé au nord par les départements de Santander, Norte de Santander ainsi que par le Venezuela, à l'est par les départements d'Arauca et Casanare, au sud-ouest par celui de Cundinamarca et à l'ouest par celui d'Antioquia. Ses principales villes sont Tunja, Duitama et Sogamoso, toutes trois ayant plus de 100 000 habitants.
Le territoire présente une grande diversité de régions naturelles : la vallée du río Magdalena à l'ouest, la cordillère Orientale, la région des paramos au centre et les llanos de l’Orénoque à l'est.
Deux parcs nationaux protègent près de 517,5 km2 dans les régions montagneuses, le parc national naturel de Pisba et le sanctuaire de faune et de flore d'Iguaque.

### Climat
Le département de Boyacá présente tous les types de climats, avec des températures de moins de 0 °C dans la Sierra Nevada del Cocuy (5 400 m) et le Paramo de Pisba (4 000 m), et de 35 °C dans les vallées (500 m). Les alizés venus du sud-est apportent de l'air humide depuis la région amazonienne à l'origine des pluies des mois de juillet et août.

## Histoire

### Période précolombienne
Les premiers habitants du territoire de Boyacá sont présents depuis 12 000 ans. Vers le 500 av. J.-C., le peuple muisca occupe la région. À l’arrivée des Espagnols les caciquats existants étaient Hunza, Tundama et Sogamoso (ou Sugamuxi), des populations tournées vers l’agriculture, l’exploitation minière et le textile.

### Période coloniale
Au XIXe siècle, le territoire devint la province de Tunja, un pôle économique important de la colonisation espagnole en Amérique.

### Guerres d'indépendance

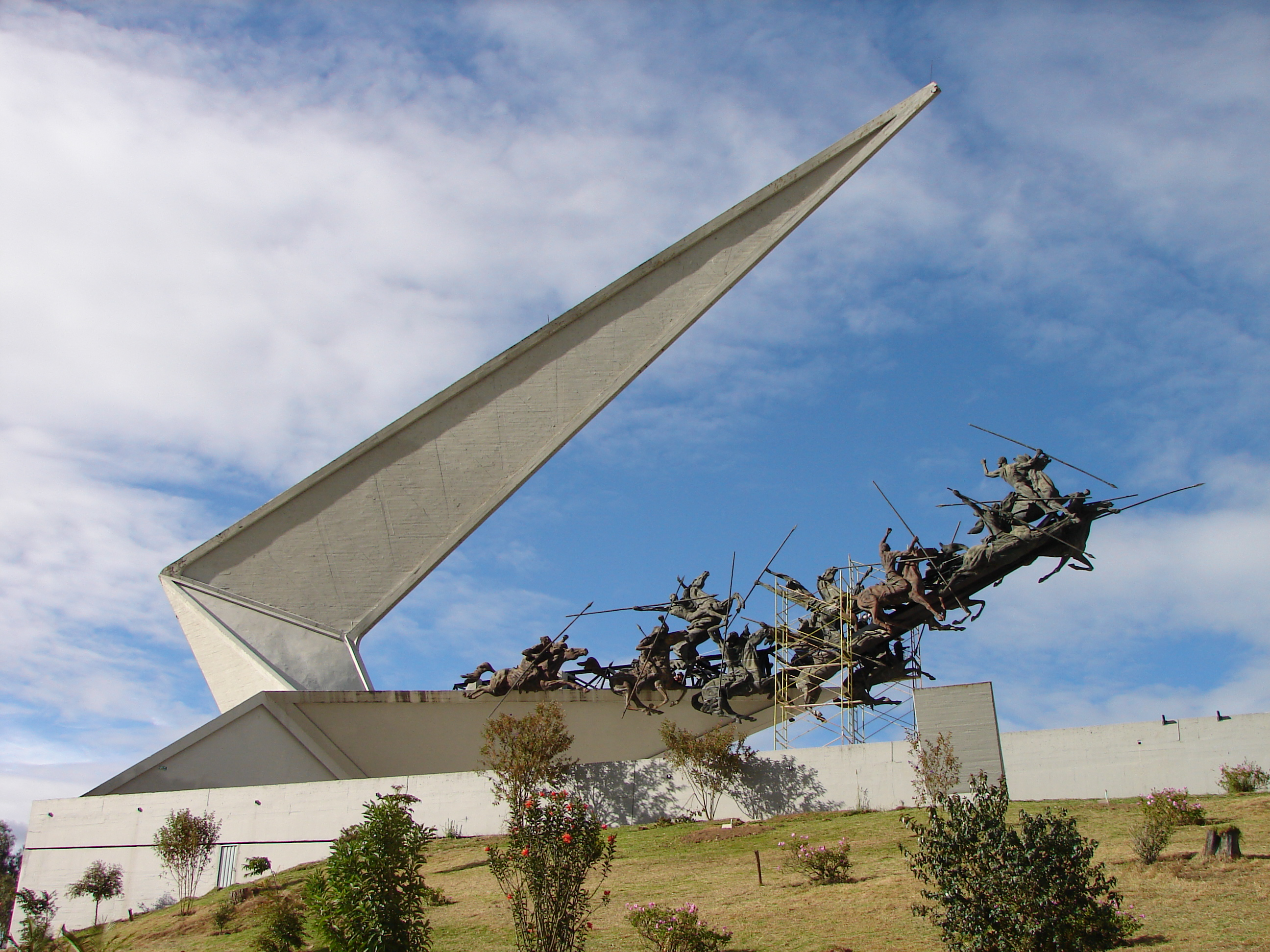
Monument aux Lanciers, érigé en l'honneur de la bataille du Pantano de Vargas.

Boyacá déclare son indépendance le 10 décembre 1813. Cependant à l'époque du Régime de terreur en 1816, la province fut récupérée par l'Empire espagnol. En 1819, le Boyacá fut le centre historique de la libération de la Grande Colombie par Bolivar, qui y a mené des batailles décisives contre l'armée espagnole, notamment celles du Pantano de Vargas et de Boyacá.

### XIXeetXXesiècles
À partir de 1853 Boyacá devient l'État fédéral de Boyacá au sein de la Confédération grenadine, puis l'État souverain de Boyacá au sein des États-Unis de Colombie. Il regroupe alors l'équivalent des actuels départements de Boyacá, Casanare et Arauca.
En 1886, à la faveur d'une nouvelle constitution, Boyacá devient l'un des départements de la République de Colombie.
En 1911 est créée la Comisaría Especial de Arauca, avec la ville d'Arauca pour capitale, qui devient en 1955 Intendencia Nacional. L'Arauca est séparé de Boyacá en 1960 et intégré au département de Meta.
En 1973, les municipalités de la vallée de l'Orénoque se sont regroupées au sein de l'Intendencia de Casanare, un territoire sous statut spécial qui devient un nouveau département en 1991.

La province de Tunja en 1810.
L'État souverain de Boyacá en 1863.
Le département de Boyacá à partir de 1873.

### Organisation territoriale
Les 123 municipalités du département de Boyacá sont regroupées dans deux districts d’administration spéciale et 13 provinces. Dans la liste ci-dessous, les chefs-lieux de province sont indiqués en gras.

Provinces de Boyacá

Municipalités de Boyacá

1. Centro
  - Chíquiza
  - Chivatá
  - Cómbita
  - Cucaita
  - Motavita
  - Oicatá
  - Samacá
  - Siachoque
  - Sora
  - Soracá
  - Sotaquirá
  - Toca
  - Tunja
  - Tuta
  - Ventaquemada
2. Gutiérrez
  - Chiscas
  - El Cocuy
  - El Espino
  - Guacamayas
  - Güicán
  - Panqueba
3. La Libertad
  - Labranzagrande
  - Pajarito
  - Paya
  - Pisba
4. Lengupá
  - Berbeo
  - Campohermoso
  - Miraflores
  - Páez
  - San Eduardo
  - Zetaquira
5. Márquez
  - Boyacá
  - Ciénega
  - Jenesano
  - Nuevo Colón
  - Ramiriquí
  - Rondón
  - Tibaná
  - Turmequé
  - Úmbita
  - Viracachá
6. Neira
  - Chinavita
  - Garagoa
  - Macanal
  - Pachavita
  - San Luís de Gaceno
  - Santa María
7. Norte
  - Boavita
  - Covarachía
  - La Uvita
  - San Mateo
  - Sativanorte
  - Sativasur
  - Soatá
  - Susacón
  - Tipacoque
8. Occidente
  - Briceño
  - Buenavista
  - Caldas
  - Chiquinquirá
  - Coper
  - La Victoria
  - Maripí
  - Muzo
  - Otanche
  - Pauna
  - Quípama
  - Saboyá
  - San Miguel de Sema
  - San Pablo de Borbur
  - Tununguá
9. Oriente
  - Almeida
  - Chivor
  - Guateque
  - Guayatá
  - La Capilla
  - Somondoco
  - Sutatenza
  - Tenza
10. Ricaurte
  - Arcabuco
  - Chitaraque
  - Gachantivá
  - Moniquirá
  - Ráquira
  - Sáchica
  - San José de Pare
  - Santa Sofía
  - Santana
  - Sutamarchán
  - Tinjacá
  - Togüí
  - Villa de Leyva
11. Sugamuxi
  - Aquitania
  - Cuítiva
  - Firavitoba
  - Gámeza
  - Iza
  - Mongua
  - Monguí
  - Nobsa
  - Pesca
  - Sogamoso
  - Tibasosa
  - Tópaga
  - Tota
12. Tundama
  - Belén
  - Busbanzá
  - Cerinza
  - Corrales
  - Duitama
  - Floresta
  - Paipa
  - Santa Rosa de Viterbo
  - Tutazá
13. Valderrama
  - Betéitiva
  - Chita
  - Jericó
  - Paz de Río
  - Socha
  - Socotá
  - Tasco
14. District de Frontière
  - Cubará
15. District ZME
  - Puerto Boyacá

## Économie
L’économie est très diversifiée : l’agriculture, l’élevage, la pêche, le tourisme, l’industrie, les artisanats, l’extraction de pétrole et l’industrie minière, en particulier les émeraudes. Les artisanats s’élaborent en Ráquira, Moniquirá et Cerinza. Le tourisme est développé à Monguí, Villa de Leyva, Cocuy et Moniquirá, laquelle est renommée comme la ville sucrée de Colombie grâce à l’industrie du bocadillo, un petit gâteau élaboré à partir de gelée de goyave.
Le département compte d'importantes réserves de charbon et d'émeraudes et est le plus touché du pays par les accidents miniers. En 2021, 130 personnes ont perdu la vie dans des accidents miniers.

## Transports
L'autoroute moderne BTS (Briceño-Tunja-Sogamoso) connecte la capitale du pays, Bogota, avec le chef-lieu et les principales villes du département, avec des trajets qui durent en moyenne deux heures. L'autoroute permet aussi un accès rapide à l'aéroport international El Dorado de Bogotá. Le département compte deux aéroports régionaux en service. Le plus important, est l'aéroport Alberto Lleras Camargo, localisé à Sogamoso et le deuxième se trouve près du petit village touristique de Villa de Leyva.
Les autoroutes secondaires permettent des trajets régionaux vers tout le département notamment à l'ouest Chiquinquirá et Puerto Boyacá, au nord vers les hautes montagnes et à l'est vers la laguna de Tota et les Llanos. Le système ferroviaire est administré par FENOCO (compagnie de Chemins de fer du nord de la Colombie) mais ne transporte actuellement que des marchandises.
Les principales lignes de bus au départ de Bogotá font les trajets à Tunja, Duitama, Sogamoso, Chiquinquirá et Puerto Boyacá, des villes qui sont desservies par des petites compagnies et où il est possible de trouver des billets pour faire des trajets régionaux. Ces villes-là ont toutes des systèmes de bus urbain.

## Démographie
| 1985      | 1990      | 1995      | 2000      | 2005      |
| --------- | --------- | --------- | --------- | --------- |
| 1 137 610 | 1 175 999 | 1 204 934 | 1 234 691 | 1 255 311 |

Selon le recensement de 2005, la population du département de Boyacá  est composée de 98 % de Blancs et de Métis hispano-amérindiens, principalement des peuples Caraïbes, Chibchas, Muzos, Laches et Tunebos, de 1,4 % d'Afro-Colombiens et de 0,5 % d'Amérindiens (peuple Tunebo).
Le chromosome Y en hommes de Cundinamarca et Boyacá a une origine génétique européenne-espagnole (85 %) tandis que l'ADN mitochondrial des femmes est majoritairement indigène (90 %) du type muisca. 85 % de la population a des origines hispano-chibcha et le restant est européen ou amérindien.

## Culture
Dans tout le département les éléments culturels mélangent les traditions des peuples amérindiens qui habitaient la région, avec les coutumes imposées par les Espagnols durant la colonisation.

### Langues
L’espagnol est la langue officielle et parlée dans tout le territoire. Les communautés du nord du département parlent aussi le tunebo central (Uwa'ca), la langue du peuple U'wa. Il s'agit d'une langue de la famille des langues chibchanes reconnue par l’État colombien comme étant officielle dans le territoire. Le peuple millénaire U'wa est soutenu depuis l'année 2000 par l’ICRA International dans des programmes de terrain.